# 梅利莎·塞德曼
梅利莎·塞德曼（英語：Melissa Seidemann，1990年6月26日—），美国女子水球运动员。她曾代表美国国家队参加2012年、2016年和2020年夏季奥林匹克运动会水球比赛，获得三枚金牌。